# Voleibol nos Jogos Pan-Americanos de 2007
O voleibol nos Jogos Pan-Americanos de 2007 foi realizado no ginásio do Maracanãzinho localizado no Complexo Esportivo do Maracanã.
Oito equipes no masculino e oito equipes no feminino, divididas em dois grupos de quatro, participaram do torneio pan-americano. As duas melhores equipes de cada grupo avançaram às semifinais. As duas equipes piores colocadas nos grupos disputaram os jogos classificatórios de 5º ao 8º lugares. O torneio feminino iniciou as disputas do voleibol entre os dias 14 e 19 de julho e a competição masculina foi disputada entre 23 e 28 de julho de 2007.

## Países participantes
Um total de 11 delegações enviaram equipes para as competições de voleibol. Brasil, Cuba, Estados Unidos, México e Porto Rico participaram tanto do torneio masculino quanto do feminino.
| - ARG Argentina (12) - BRA Brasil (24) - CAN Canadá (12) - CRC Costa Rica (12) - CUB Cuba (24) - USA Estados Unidos (24) | - MEX México (24) - PER Peru (12) - PUR Porto Rico (24) - DOM República Dominicana (12) - VEN Venezuela (12) |

## Medalhistas
| Evento             | Ouro | Prata | Bronze |
| ------------------ | --- | --- | --- |
| Feminino detalhes  | Yumilka Ruiz Yanelys Santos Nancy Carrillo Yenisey González Daimi Ramírez Yahima Ortíz (L) Yusleynis Herrera Liana Mesa Rosir Calderón Kenia Carcaces Yusidey Silie Zoila Barros CUB Cuba                               | Walewska Oliveira Carolina Albuquerque Marianne Steinbrecher Paula Pequeno Thaísa Menezes Hélia Souza Fabiana Claudino Welissa Gonzaga Érika Coimbra Sheilla Castro Fabiana Alvim (L) Regiane Bidias BRA Brasil | Danielle Scott-Arruda Tayyiba Haneef-Park Charnette Fair Kristen Michaelis (L) Foluke Akinradewo Laura Tomes Cynthia Barboza Kimberly Noble Maurelle Hampton Courtney Thompson Lindsey Hunter Cassie Busse USA Estados Unidos |
| Masculino detalhes | Bruno Mossa de Rezende Marcelo Elgarten André Heller Samuel Fuchs Gilberto Godoy Filho Murilo Endres André Nascimento Sérgio Dutra Santos (L) Anderson Rodrigues Gustavo Endres Rodrigo Santana Dante Amaral BRA Brasil | David Lee Sean Rooney Jim Polster Brandon Taliaferro Richard Lambourne (L) Andrew Hein Brook Billings Pieter Olree Kevin Hansen David McKienzie Delano Thomas Nils Nielsen USA Estados Unidos                   | Jorge Luis Sánchez Keibel Gutiérrez (L) Pavel Pimienta Michael Sánchez Rolando Jurquin Pedro Iznaga Roberlandy Simon Raydel Hierrezuelo Oriol Camejo Raydel Corrales Osdelvis Dominico Yoandry Díaz CUB Cuba                  |

## Quadro de medalhas
| Ordem | País               | Medalha de ouro | Medalha de prata | Medalha de bronze |   |
| ----- | ------------------ | --------------- | ---------------- | ----------------- | - |
| 1     | BRA Brasil         | 1               | 1                |                   | 2 |
| 2     | CUB Cuba           | 1               |                  | 1                 | 2 |
| 3     | USA Estados Unidos |                 | 1                | 1                 | 2 |
| TOTAL | TOTAL              | 2               | 2                | 2                 | 6 |